# 周家棟
周家棟（16世紀—1607年），字隆之，號鶴陽，湖廣黃州府黃安縣太平里人，明朝政治人物。

## 生平
周家棟是萬曆十六年（1588年）戊子科舉人，次年（1589年）聯捷己丑科進士，兵部觀政，六月獲授浙江臨海知縣，免除當地徭役和建築湖堤，人民都感懷其惠。十九年本省同考，二十三年（1595年）他升任江西道御史，奉命巡视中城，养病归乡。二十八年復除廣東道御史，巡鹽兩浙，居民連續數百里歡送他：「他是我以前的父母官啊。」當初朝廷下令採礦，黃安有金場河，在貪官妄指下滿街都是罪犯，他上陳奏罷此事，鄉人都感激他，在兩地都入祀名宦和鄉賢祠。三十二年任北直隶提学御史，萬曆三十五年去世。

## 家族
曾祖周時習。祖父周文光。父周孔。

## 引用
1. 1 2  道光《黃安縣志·卷八·人物志》：周家棟，字隆之，號鶴陽，太平里人，萬歷戊子己丑聯捷南宮，授臨海令，清理徭役，民懷其惠，築湖堤尤利及永久；尋擢御史巡鹽兩浙，老穉數百里遮道歡呼曰：「此我曩時父母也。」卒祀名宦。初採礦命下，安邑有金場河，姦胥妄指以累，平民桁楊桎梏相望於道，公力為奏罷，鄉人德之，亦祀鄉賢。
2. ↑  《萬曆十七年己丑科進士履歷》：周家棟，鶴陽，春秋房，戊午四月十四日生。黄安县人，戊子鄉試，三甲六十八名。兵部政，六月授浙江臨海知縣，乙未行取江西道，差巡视中城，养病，庚子補廣東道，本年两浙巡盐，甲辰北直提学，丁未卒。